# Minensuchboot 1943
Das Minensuchboot 1943 war eine Klasse von Minensuchbooten der deutschen Kriegsmarine im Zweiten Weltkrieg.

## Entwicklung und Produktion
Im Laufe des Zweiten Weltkriegs ergab sich erneut die Notwendigkeit, nach dem Minensuchboot 1935 und dem Minensuchboot 1940 eine neue Minensuchbootklasse zu entwickeln.
Hauptziel war es, die Bauzeit und die Kosten weiter zu senken. Dazu wurde das Boot in sieben aus acht bis zehn Baugruppen bestehende Segmente zusammengefasst und diese in geeigneten Betrieben einzeln gefertigt. Die fertigen Segmente wurden dann per Bahn oder Schiff zur Bauwerft transportiert und dort zusammengefügt. Mit dieser Methode konnte die Werftbauzeit auf acht Wochen verringert werden. Die einzigen Bauwerften für diesen Typ waren die Neptunwerft in Rostock und die Schichauwerft in Königsberg. Es wurde mit dem Bau von 49 Einheiten begonnen. Wie schon bei der Vorgängerklasse hatte die Antriebsanlage wegen des Mangels an Heizöl eine Kohlefeuerung.

## Verwendung
Von den 49 begonnenen Einheiten wurden 17 für die Kriegsmarine in Dienst gestellt. Die Kennzeichnung begann bei M 601 und endete bei M 633 für in Rostock gebaute Boote. Für die in Königsberg gebauten Einheiten waren die Nummern M 801 bis M 816 vergeben worden. Zehn Boote wurden der 12. Minensuchflottille in der Ostsee zugeteilt. Drei Einheiten sanken noch vor dem Kriegsende durch Bombentreffer im Kieler Hafen. Der Großteil ging nach dem Kriegsende als Beute nach Großbritannien oder in die USA. Von dort gelangten einige Boote zum Deutschen Minenräumdienst oder zu privaten Reedereien. M 611 war das einzige Boot dieser Klasse, das in die Bundesmarine übernommen wurde.
Einige Boote wurden zivilen Aufgaben zugeführt. So wurden M 607 und M 608 zu Passagierfähren umgebaut und von der Ivers Linie KG in Kiel eingesetzt. M 607 wurde erst im Jahre 2006, also nach über 60 Jahren, zum Verschrotten verkauft.

## Einheiten
| Kennung          | Bauwerft                                             | Bestellung                                           | Stapellauf                                           | Indienststellung                                                     | Verbleib                                                                |
| ---------------- | ---------------------------------------------------- | ---------------------------------------------------- | ---------------------------------------------------- | -------------------------------------------------------------------- | ----------------------------------------------------------------------- |
| M 601            | Neptun Werft, Rostock                                | 7. Mai 1943                                          | 31. August 1944                                      | 22. November 1944                                                    | als Kriegsbeute nach Großbritannien                                     |
| M 602            | Neptun Werft, Rostock                                | 7. Mai 1943                                          | 21. Oktober 1944                                     | 14. Dezember 1944                                                    | als Kriegsbeute nach Großbritannien                                     |
| M 603            | Neptun Werft, Rostock                                | 7. Mai 1943                                          | 2. November 1944                                     | 31. Dezember 1944                                                    | als Kriegsbeute nach Großbritannien                                     |
| M 604            | Neptun Werft, Rostock                                | 7. Mai 1943                                          | 11. November 1944                                    | 18. Januar 1945                                                      | als Kriegsbeute nach Großbritannien                                     |
| M 605            | Neptun Werft, Rostock                                | 4. Dezember 1943                                     | 13. Dezember 1944                                    | 3. Februar 1945                                                      | als Kriegsbeute nach Großbritannien                                     |
| M 606            | Neptun Werft, Rostock                                | 4. Dezember 1943                                     | 20. Januar 1945                                      | 16. März 1945                                                        | als Kriegsbeute der USA, dann OMGUS, 1950 abgewrackt                    |
| M 607            | Neptun Werft, Rostock                                | 4. Dezember 1943                                     | 31. Dezember 1944                                    | 16. März 1945                                                        | Deutscher Minenräumdienst, verschiedene Reedereien                      |
| M 608            | Neptun Werft, Rostock                                | 4. Dezember 1943                                     | 20. Januar 1945                                      | 20. März 1945                                                        | Deutscher Minenräumdienst, verschiedene Reedereien                      |
| M 609            | Neptun Werft, Rostock                                | 4. Dezember 1943                                     | 29. Januar 1945                                      | 27. März 1945                                                        | als Kriegsbeute in die USA                                              |
| M 610            | Neptun Werft, Rostock                                | 4. Dezember 1943                                     | 27. Februar 1945                                     | 1945                                                                 | als Kriegsbeute in die USA                                              |
| M 611            | Neptun Werft, Rostock                                | 4. Dezember 1943                                     | 12. März 1945                                        | 1945                                                                 | als Kriegsbeute in die USA, ab 1956 in der Bundesmarine als Seeschlange |
| M 612            | Neptun Werft, Rostock                                | 4. Dezember 1943                                     | 23. März 1945                                        | 1. April 1945                                                        | als Kriegsbeute nach Großbritannien                                     |
| M 613 bis M 800  | Nicht fertiggestellt oder Bauaufträge nicht vergeben | Nicht fertiggestellt oder Bauaufträge nicht vergeben | Nicht fertiggestellt oder Bauaufträge nicht vergeben | Nicht fertiggestellt oder Bauaufträge nicht vergeben                 | Nicht fertiggestellt oder Bauaufträge nicht vergeben                    |
| M 801            | Schichau-Werke, Königsberg                           | 4. Dezember 1943                                     | 9. September 1944                                    | 3. Dezember 1944                                                     | als Kriegsbeute in die USA, ab 1949 nach Italien als Gazella            |
| M 802            | Schichau-Werke, Königsberg                           | 4. Dezember 1943                                     | 29. September 1944                                   | 4. Januar 1945                                                       | nach Bombentreffer am 3. April 1945 in Kiel gesunken                    |
| M 803            | Schichau-Werke, Königsberg                           | 4. Dezember 1943                                     | 19. Oktober 1944                                     | 17. Januar 1945                                                      | als Kriegsbeute in die USA, ab 1949 nach Italien als DAINO              |
| M 804            | Schichau-Werke, Königsberg                           | 4. Dezember 1943                                     | 1. November 1944                                     | 25. Januar 1945                                                      | nach Bombentreffer am 11. März 1945 in Kiel gesunken                    |
| M 805            | Schichau-Werke, Königsberg                           | 4. Dezember 1943                                     | 9. November 1944                                     | 26. Januar 1945                                                      | nach Bombentreffer am 11. März 1945 in Kiel gesunken                    |
| M 806            | Schichau-Werke, Königsberg                           | 4. Dezember 1943                                     | 21. November 1944                                    | nach dem Krieg fertiggestellt, danach beim Deutschen Minenräumdienst | nach dem Krieg fertiggestellt, danach beim Deutschen Minenräumdienst    |
| M 807            | Schichau-Werke, Königsberg                           | 4. Dezember 1943                                     | 13. Januar 1945                                      | nach dem Krieg fertiggestellt                                        | nach dem Krieg fertiggestellt                                           |
| M 808            | Schichau-Werke, Königsberg                           | 4. Dezember 1943                                     | 1945                                                 | nicht fertiggestellt                                                 | nicht fertiggestellt                                                    |
| M 809 bis M 1050 | Nicht fertiggestellt oder Bauaufträge nicht vergeben | Nicht fertiggestellt oder Bauaufträge nicht vergeben | Nicht fertiggestellt oder Bauaufträge nicht vergeben | Nicht fertiggestellt oder Bauaufträge nicht vergeben                 | Nicht fertiggestellt oder Bauaufträge nicht vergeben                    |

## Weitere Planungen
Im Rahmen der Vereinheitlichung von Schiffsklassen führte die Kriegsmarine 1943 eine Typenbegrenzung ein. Das Minensuchboot 1943 sollte neben einer Minensuchausführung künftig in Varianten auch Aufgaben als U-Jäger, als Torpedoträger sowie als Torpedofangboot übernehmen.

## Technische Beschreibung

### Bewaffnung

#### Artillerie
Die Artilleriebewaffnung bestand aus zwei 10,5-cm-Schnelladekanonen C/32 in C/32gE-Einzellafette. Diese waren in Bootsmittellinie, eines vor dem Brückenaufbau und eines hinter dem achteren Deckshaus aufgestellt.

#### Flugabwehr
Die Flugabwehrbewaffnung bestand aus zwei 3,7-cm-Flak M42 in Einzellafette und sechs 2-cm-Flak C/38 in einer Vierlingslafette und zwei Einzellafetten.

#### Minensuchausrüstung
Zum mechanischen Räumen von Seeminen (Ankertauminen) verfügte die Klasse über Minenräumgeschirr bestehend aus Räumottern (engl. Paravane). Diese Räumotter wurden seitlich vom schleppenden Fahrzeug nachgezogen und durch Tragflächen auf Höhe gehalten. Das gespannte Schleppkabel konnte nun die Ankertaue von Ankertauminen zum Räumotter führen, wo es durch Kabelschneider durchtrennt wurde, und die Mine aufschwamm. Danach konnte sie mittels Handfeuerwaffen oder Schiffsartillerie zur Explosion gebracht werden. Sollte das Ankertau nicht durchtrennt werden, wurde die Mine und der Räumotter zur Kollision und damit Explosion gebracht. Das Schleppkabel konnte danach eingeholt und gegebenenfalls vorhandenes Ersatzgerät angebracht werden.